# Empereur du Japon (manga)
Empereur du Japon (昭和天皇物語, Shōwa Tennō Monogatari) est un seinen manga écrit par Kazutoshi Handō et Issei Eifuku et dessiné par Junichi Nōjō. Il est prépublié depuis le 20 avril 2017 dans le Big Comic Original, puis publié en volumes reliés par l'éditeur japonais Shōgakukan. La version française est éditée par Delcourt/Tonkam depuis octobre 2019.

## Synopsis
Mis en images pour célébrer les 30 ans de la mort de l'empereur Hirohito, ce manga est la première adaptation du plus long règne d'un empereur japonais, soit 62 ans. Intrigues politiques et familiales, accompagnent ce récit poignant. En l'an 37 de l'ère Meiji, soit en 1904, le jeune Hirohito tente de trouver sa place. De son apprentissage, sa régence, au début de son long règne, jusqu'aux événements qui ont conduit le Japon à la Seconde Guerre mondiale, ce manga, très documenté, lève le voile sur la vie et l'enfance méconnues du prince Hirohito, ou empereur Shōwa de son nom de règne. 

## Personnages

### Famille impériale
Hirohito (裕仁)
Empereur Shōwa. Premier fils de l'empereur Taishō. Son nom de naissance est Michi-no-miya. Il veut être un monarque proche de son peuple.
Nagako (良子)
Impératrice Kōjun. Fille du prince Kuniyoshi Kuni et de Shimazu Chikako. C'est une femme douce, amicale et toujours à l'écoute. Lorsqu'elle étudiat à l'université de Gakushūin, elle arrivait à l'école en avance et nettoyait les latrines de sa propre initiative. Lorsque l'impératrice Sadako, qui cherchait une épouse potentielle pour son fils le prince Hirohito, visita sa classe, elle fut la seule parmi les élèves à ne pas tourner la tête, ce qui attira son attention. Ses mains rugueuses dues au nettoyage des latrines sont le facteur décisif. Lorsqu'elle rencontre Hirohito pour la première fois, ils s'entendent immédiatement.
Yasuhito Chichibu (雍仁, Yasuhito)
Frère cadet d'Hirohito. Deuxième fils de l'empereur Taishō. Son nom de naissance est Chichibu-no-miya. Pendant ses études en Angleterre, il prend conscience de son statut d'héritier impérial lorsqu'il apprend la naissance de la fille de l'empereur Hirohito (la princesse Shigeko Higashikuni).
Taishō (嘉仁, Yoshihito)
Père de l'empereur Hirohito L'empereur Taishō. Après son accession au trône, il tombe malade et n'est pas en mesure de remplir correctement ses fonctions officielles. Il est très favorable aux sorties en Europe de son fils aîné Hirohito et à sa nomination au poste de régent.
Meiji (睦仁, Mutsuhito)
Grand-père de l'empereur Hirohito. L'empereur Meiji. Il nomme Nogi Maresuke, qui a perdu deux fils dans la guerre russo-japonaise, au poste de directeur de l'Académie sous prétexte de lui "donner des enfants"; il meurt le 30 juillet 1912 (45e année de Meiji) à la suite de complications d'une maladie chronique, le diabète, qui s'est aggravée et a entraîné une infection urinaire. Il avait 59 ans.
Teimei (節子, Sadako)
Mère de l'empereur Hirohito. L'impératrice Teimei. Elle prend en charge la Maison impériale au nom de son mari, l'empereur Yoshihito, qui est incapable d'exercer ses fonctions officielles pour cause de maladie, et tient tête aux gros bonnets de la politique, dont le Premier ministre et d'autres personnalités. Elle est particulièrement opposée à ce que la famille impériale soit utilisée à des fins politiques ou autres. Elle est d'abord opposée à la nomination de son fils aîné, Hirohito, comme régent, mais finit par accepter à contrecœur. Ayant tiré une leçon du choix de la reine par son fils aîné Hirohito, elle était très proche de son deuxième fils Yasuhito.

### Autres
Taka Adachi (足立タカ, Adachi Taka)
Elle était enseignante dans un jardin d'enfants rattaché à l'école normale supérieure pour femmes de Tokyo, mais sur recommandation, elle devint la nourrice des petits-enfants impériaux, dont le prince impérial Hirohito. Elle est comme une mère pour Hirohito (à cette époque, les enfants impériaux étaient élevés par des nourrices et des chambellans et non par leur mère). Après dix ans de service en tant que fonctionnaire, elle confie au conseiller de la maison impériale Kido Takamasa son compte-rendu de son travail en tant que nourrice, et son compte-rendu de la façon dont elle a élevé le prince Hirohito, et en 1915, à l'âge de 32 ans, elle épouse Kantarō Suzuki, alors contre-amiral dans la marine impériale japonaise.
Nogi Maresuke (乃木希典, Maresuke Nogi)
Ancien membre du clan Chōfu, commandant militaire et général de l'armée impériale japonaise qui a mené de nombreuses batailles lors de la guerre russo-japonaise, notamment le siège de Port-Arthur. Il est animé par le remords d'avoir sacrifié des milliers de soldats que lui avait confiés l'empereur Meiji pendant la guerre, et demande à l'empereur à se faire seppuku. Cet appel direct est rejeté par l'empereur, et il reçoit l'ordre de devenir le directeur de l'école Gakushūin fréquentés par les petits-fils impériaux Hirohito et Yasuhito Chichibu. Il était très proche du prince impérial Hirohito. Avec Taka Adachi, il est l'une des personnes qui ont influencé la personnalité de Hirohito. Après la mort de l'empereur Meiji, il confie à Hirohito une copie du Chucho Jijitsu de Yamaga Sokō, un érudit confucéen de la période Edo, et se suicide à 20 heures le 13 septembre 1912.
Tōgō Heihachirō (東郷 平八郎, Tōgō Heihachirō)
Amiral dans la marine impériale japonaise. Ancien officier du fief de Satsuma. On lui a demandé de servir en tant que directeur de l'Académie impériale du Palais de l'Est, conformément aux dernières volontés de Nogi Maresuke. Il refuse l'offre au motif qu'il ne peut être Nogi, mais est nommé directeur par l'empereur Yoshihito.
Jūgō Suguira (杉浦重剛, Sugiura Jūgō)
Responsable de l'éducation princière et morale du prince héritier Hirohito. Selon le jeune Hirohito, il ressemble à Nogi Maresuke et à un caractère têtu et résolu. Alors qu'il se considère comme une "antiquité" dans le monde de l'éducation, il est approché par Hamao Arata, vice-président de l'Académie du Palais de l'Est, qui le connaît depuis plus de 40 ans, avec la grande tâche d'occuper un poste officiel. Plus tard, à la demande de l'impératrice Sadako, il est également chargé de l'éthique auprès de Nagako, qui deviendra la princesse héritière, et donne à Nagako une éducation éthique semblable à celle enseigné à Hirohito. Après sept ans de service à l'Académie impériale, son infection rénale de longue date s'est aggravée, et il a dû aménager son emploi du temps pour donner une dernière leçon à Nagako avant d'être admis à l'hôpital.
Kurakichi Shiratori (白鳥庫吉, Shiratori Kurakichi)
Responsable de l'apprentissage de l'histoire à l'Académie impériale du Palais de l'Est pour le prince héritier Hirohito. Il est d'avis que "l'histoire de l'ère divine japonaise est un mythe". Il fait visiter à ses collaborateurs et étudiants les mausolées des empereurs dans tout le pays pour leur donner une vue directe de l'histoire, et non des histoires.

## Manga
Le premier chapitre d'Empereur du Japon est publié le 20 avril 2017 dans le Big Comic Original,. Depuis, la série est éditée sous forme de volumes reliés par Shōgakukan et compte 9 tomes en octobre 2021. La version française est publiée par Delcourt/Tonkam à partir du 2 octobre 2019.

### Liste des volumes
| no | Japonais         | Japonais          | Français          | Français          |
| no | Date de sortie   | ISBN              | Date de sortie    | ISBN              |
| -- | ---------------- | ----------------- | ----------------- | ----------------- |
| 1  | 30 octobre 2017  | 978-4-09-189717-6 | 2 octobre 2019    | 978-2-41-302014-1 |
| 2  | 30 mars 2018     | 978-4-09-189825-8 | 5 février 2020    | 978-2-41-302406-4 |
| 3  | 30 novembre 2018 | 978-4-09-860177-6 | 2 décembre 2020   | 978-2-41-302407-1 |
| 4  | 28 juin 2019     | 978-4-09-860497-5 | 14 septembre 2022 | 978-2-41-303156-7 |
| 5  | 29 novembre 2019 | 978-4-09-860497-5 | 14 septembre 2022 | 978-2-41-303157-4 |
| 6  | 27 avril 2020    | 978-4-09-860605-4 |                   |                   |
| 7  | 30 novembre 2020 | 978-4-09-860777-8 |                   |                   |
| 8  | 28 mai 2021      | 978-4-09-861057-0 |                   |                   |
| 9  | 29 octobre 2021  | 978-4-09-861174-4 |                   |                   |
| 10 | 30 mai 2022      | 978-4-09-861350-2 |                   |                   |

## Réception
La série s'est classé au 6e rang du classement Kono Manga ga sugoi! de Takarajimasha en 2019 qui recense les 20 meilleurs mangas pour les lecteurs masculins. La série a été nommée pour le 43e Prix du manga Kōdansha dans la catégorie "Meilleur manga général en 2019". La série s'est vendue à plus de 140 000 exemplaires.